# NGC 2163
NGC 2163 is een reflectienevel in het sterrenbeeld Orion. Het hemelobject werd op 6 februari 1874 ontdekt door de Franse astronoom Édouard Jean-Marie Stephan.

## Synoniemen
- CED 62
- DG 87
- LBN 855